# Theo Kurpershoek
Theodorus Lambertus (Theo) Kurpershoek (Rotterdam, 8 oktober 1914 – Amsterdam, 24 oktober 1998) was een Nederlandse kunstschilder, grafisch ontwerper en docent.

## Leven en werk
Kurpershoek was een zoon van de kunstschilder Leo Kurpershoek en Hendrika Johanna Bollenkamp. Hij volgde in Amsterdam de Grafische School en de avondopleiding aan de Rijksakademie van beeldende kunsten. Hij was aanvankelijk reclametekenaar, later kunstschilder. In 1939 won hij de Willink van Collenprijs. Hij trouwde in 1947 met Lucie Visser. Met Nicolaas Wijnberg en anderen richtte Kurpershoek in 1948 de schildersgroep De Realisten op.
Voor de Amsterdamse literaire uitgeverij Querido gaf hij onder meer vele deeltjes van de Salamanderpockets vorm. Hij ontwierp daarnaast diverse postzegels, waaronder de kinderpostzegels uit 1953 (met portretten van zijn eigen kinderen) en een zegel ter gelegenheid van 500 jaar Staten-Generaal van de Nederlanden in 1964. Originele omslagontwerpen en ander grafisch ontwerpmateriaal zijn door de erven Kurpershoek aan de Bibliotheek van de Universiteit van Amsterdam geschonken.
Van 1955 tot 1971 was Kurpershoek docent lettertekenen aan de Amsterdamse Gerrit Rietveld Academie. Vervolgens was hij van 1971 tot 1982 als docent verbonden aan de afdeling grafiek van de Rijksacademie van beeldende kunsten.